# Gvendarhnúkur
Gvendarhnúkur är en bergstopp i republiken Island. Den ligger i regionen Norðurland eystra, 230 km nordost om huvudstaden Reykjavík. Toppen på Gvendarhnúkur är 927 meter över havet, eller 83 meter över den omgivande terrängen. Bredden vid basen är 1,2 km.
Trakten runt Gvendarhnúkur är nära nog obefolkad, med mindre än två invånare per kvadratkilometer. Det finns inga samhällen i närheten. Trakten runt Gvendarhnúkur består i huvudsak av gräsmarker.